# TV Ultrafarma
TV Ultrafarma foi um canal de TV pertencente à rede de farmácias Ultrafarma, do empresário Sidney Oliveira, e que transmitia sua programação 24 horas por dia através do satélite Star One C2 no canal 1380 MHz, vertical 18 MHz, com transmissão analógica. Sua programação também era reproduzida na sua totalidade por meio da internet para todo o Brasil.

## História
A primeira transmissão do canal ocorreu no dia 1 de março de 2015, com exibição ao vivo da missa do cardeal arcebispo Dom Odilo Scherer a partir da Catedral Metropolitana de São Paulo, na Praça da Sé.
A frequência no satélite Star One C2, 1380 MHz, vertical 18 MHz pertence à RedeTV!, e era um segundo espaço que esta emissora mantinha a par de sua frequência principal. Esta frequência havia sido criada em 1 de dezembro de 2013, com a divisão do sinal da emissora, para transmitir a programação da Igreja Mundial do Poder de Deus, de Valdemiro Santiago.
Com a divisão, a RedeTV! que até então ocupava um transponder inteiro no satélite, que permitia a emissora ter a melhor qualidade de imagem entre os canais analógicos, passou a contar só com meio transponder e tendo a qualidade de sua imagem reduzida.
Em 25 de julho de 2014, a Igreja Mundial decidiu devolver o espaço no satélite da Rede TV!, que voltou a transmitir a programação própria. No dia 1 de janeiro de 2015, esta frequência foi alugada para a Rede Evangelizar que permaneceu ocupando o espaço até a entrada da TV Ultrafarma.
Entretanto, após mais de dois anos transmitindo sua programação neste canal analógico via satélite, o sinal da TV Ultrafarma foi retirado e, no seu lugar, a partir de 1 de julho de 2017, passou a ser exibido, novamente, uma programação alternativa da RedeTV!, que foi ao ar até o dia 1 de agosto de 2017, quanto foi substituída pela TV Plenitude.

## Programação
A TV Ultrafarma exibia diversos programas próprios, além dos que já eram exibidos em horários comprados em outras emissoras (como RedeTV! e TV Gazeta). Porém, a emissora serviu principalmente como um veículo promocional para a Ultrafarma.